# ترانگی
ترانگی (به لاتین: Trangahy) یک منطقهٔ مسکونی در ماداگاسکار است که در Antsalova District واقع شده‌است.
 ترانگی  ۸٬۰۰۰ نفر جمعیت دارد و ۲۹ متر بالاتر از سطح دریا واقع شده‌است.